# Saná
Saná (también escrito en ocasiones como Sana, Sanaa, Sana'a o Sanaá; del árabe صنعاء, transcrito Ṣan'ā') es la capital de Yemen. Posesión etíope en el siglo VI, la ciudad fue ocupada en numerosas ocasiones por el Imperio otomano. Cuando Yemen se independizó en 1918, Saná se convirtió en la capital del país, hasta 1948, año en el que fue trasladada a Ta'izz, antes de volver a Saná en 1962.
La ciudad de Saná es un centro cultural islámico, en la que se encuentra una universidad musulmana y muchas mezquitas. La "Ciudad vieja de Saná" fue declarada en 1986 Patrimonio de la Humanidad por la Unesco, y más tarde Capital árabe de la cultura (2004). La guerra civil de Yemen causó graves daños a la ciudad en 2015 por lo que el Comité del Patrimonio de la Humanidad inscribió el sitio en la lista de Patrimonio de la Humanidad en peligro.

## Geografía y clima
Saná está situada a 2350 metros de altitud, en una meseta situada al pie de las montañas de Djebel Nogoum (2892 m) y Djebel Ayban (3194 m). Es una de las ciudades de Asia situadas a mayor altitud, y la más alta en superar los 500 000 habitantes.
En 2004 se creó una municipalidad de la ciudad, al mismo nivel que las gobernaciones del país, llamada Amanah al-'Asmah. Al mismo tiempo la ciudad sigue siendo la capital de su antigua gobernación, también llamada Saná.
La ciudad disfruta de un clima seco y frío, y en invierno se pueden dar ligeras heladas. La máxima temperatura registrada es de 40 °C, y la mínima es de -4,0 °C. La ciudad disfruta de un clima benigno en los meses de marzo y abril, y las lluvias son habituales en las tardes del final del verano.
| Parámetros climáticos promedio de Saná, Yemen                                           | Parámetros climáticos promedio de Saná, Yemen | Parámetros climáticos promedio de Saná, Yemen | Parámetros climáticos promedio de Saná, Yemen | Parámetros climáticos promedio de Saná, Yemen | Parámetros climáticos promedio de Saná, Yemen | Parámetros climáticos promedio de Saná, Yemen | Parámetros climáticos promedio de Saná, Yemen | Parámetros climáticos promedio de Saná, Yemen | Parámetros climáticos promedio de Saná, Yemen | Parámetros climáticos promedio de Saná, Yemen | Parámetros climáticos promedio de Saná, Yemen | Parámetros climáticos promedio de Saná, Yemen | Parámetros climáticos promedio de Saná, Yemen |
| Mes                                                                                     | Ene.                                          | Feb.                                          | Mar.                                          | Abr.                                          | May.                                          | Jun.                                          | Jul.                                          | Ago.                                          | Sep.                                          | Oct.                                          | Nov.                                          | Dic.                                          | Anual                                         |
| --------------------------------------------------------------------------------------- | --------------------------------------------- | --------------------------------------------- | --------------------------------------------- | --------------------------------------------- | --------------------------------------------- | --------------------------------------------- | --------------------------------------------- | --------------------------------------------- | --------------------------------------------- | --------------------------------------------- | --------------------------------------------- | --------------------------------------------- | --------------------------------------------- |
| Temp. máx. abs. (°C)                                                                    | 30                                            | 31                                            | 32                                            | 32                                            | 37                                            | 39                                            | 41                                            | 38                                            | 40                                            | 34                                            | 33                                            | 31                                            | 40                                            |
| Temp. máx. media (°C)                                                                   | 22.3                                          | 24.7                                          | 25.6                                          | 24.8                                          | 25.7                                          | 28.2                                          | 26.6                                          | 25.9                                          | 25.1                                          | 22.2                                          | 20.3                                          | 20.5                                          | 24.3                                          |
| Temp. media (°C)                                                                        | 12.6                                          | 14.1                                          | 16.3                                          | 16.6                                          | 18                                            | 19.3                                          | 20                                            | 19.6                                          | 17.8                                          | 15                                            | 12.9                                          | 12.4                                          | 16.2                                          |
| Temp. mín. media (°C)                                                                   | 3                                             | 3.6                                           | 7                                             | 8.5                                           | 10.4                                          | 10.5                                          | 13.4                                          | 13.3                                          | 10.6                                          | 7.9                                           | 5.5                                           | 4.4                                           | 8.2                                           |
| Temp. mín. abs. (°C)                                                                    | -4                                            | -1                                            | 1                                             | 4                                             | 1                                             | 3                                             | 5                                             | 0                                             | 3                                             | 1                                             | -1                                            | -2                                            | -4                                            |
| Precipitación total (mm)                                                                | 5                                             | 5                                             | 17                                            | 48                                            | 29                                            | 6                                             | 50                                            | 77                                            | 13                                            | 2                                             | 8                                             | 5                                             | 265                                           |
| Días de lluvias (≥ 1 mm)                                                                | 2                                             | 3                                             | 4                                             | 5                                             | 5                                             | 4                                             | 4                                             | 5                                             | 3                                             | 3                                             | 2                                             | 1                                             | 41                                            |
| Humedad relativa (%)                                                                    | 39.3                                          | 35.8                                          | 38.5                                          | 41.1                                          | 36                                            | 27.2                                          | 40.1                                          | 45.5                                          | 29.9                                          | 29                                            | 38.1                                          | 37.7                                          | 36.5                                          |
| Fuente n.º 1: Climate-Data.org (altitude: 2259m), Weather2Travel (rainy days, sunshine) |                                               |                                               |                                               |                                               |                                               |                                               |                                               |                                               |                                               |                                               |                                               |                                               |                                               |
| Fuente n.º 2: Climatebase.ru (humidity), Voodoo Skies (records)                         |                                               |                                               |                                               |                                               |                                               |                                               |                                               |                                               |                                               |                                               |                                               |                                               |                                               |

### Demografía
La ciudad cuenta con el Hospital Revolución, el centro de salud más grande de Yemen.

## Historia
Saná es una de las antiguas ciudades yemeníes del Reino de Saba, remontándose hasta el siglo VI a. C. Las referencias escritas más antiguas que se refieren a la ciudad se remontan al siglo I a. C. Se ha sugerido que Saná fuera la capital del reino de Himyar a principios del siglo VI. Cuando el último rey himyarita, el rey Yūsuf Dhū Nuwas, alcanzó el poder, Saná era la capital del virreinato etíope. En 570 la ciudad fue conquistada por el Imperio sasánida.
Tras la expansión del islam, y pese a la existencia de subestados en muchas partes de Yemen, Saná siguió siendo la sede del gobierno, y asumió un importante estatus en el territorio yemení. En los siglos IX y X, el geógrafo yemení al-Hamdani anotó la limpieza de la ciudad, diciendo que «la residencia más humilde tiene un pozo o dos, un jardín y grandes fosas sépticas separadas entre sí, vacías de excrementos, sin malos olores, debido al uso de una dura argamasa (adobe y cob, probablemente) con delicadas pasturas y  senderos abiertos». Más tarde en el siglo X, el geógrafo persa Ibn Rustah escribió de Saná que «En el Yemen no puede hallarse una ciudad más grande, más populosa o más próspera, de origen más noble o con  más deliciosa comida que esta».
En 1062 Saná fue tomada por la dinastía suláyida liderada por Ali al-Sulayhi y su esposa, la popular reina Asma. Convirtió a esta ciudad en capital de su relativamente pequeño reino, que también incluía las montañas Haraz. Los suláyidas se alinearon con el califato fatimí inclinado hacia el musulmán ismailí de Egipto, más que hacia el califato abásida de Bagdad que seguía la mayor parte de Arabia. Al-Sulayhi gobernó durante veinte años pero fue asesinado por sus principales rivales locales, los nayáhidas con base en Zabid. Después de su muerte, la hija de al-Sulayhi, Arwa al-Sulayhi, heredó el trono. Se retiró de Saná, transfiriendo la capital suláyida a Jibla, donde gobernó gran parte de Yemen desde 1067 hasta 1138. Como resultado de la marcha de los suláyidas, la dinastía hamdánida asumió el control de Saná.
En 1173 Saladino, el sultán ayubí de Egipto, envió a su hermano Turan-Shah en una expedición para conquistar Yemen. Lo ayúbidas controlaron Saná en 1175 y unificaron los diversos estados tribales yemeníes en una sola entidad, salvo en las montañas septentrionales, controladas por los imanes zaydíes. Los ayúbidas cambiaron la alianza religiosa del país de los abasíes suníes. Durante el reinado del emir ayúbida Tughtekin ibn Ayyub, la ciudad experimentó significativas mejoras. Incluyeron la incorporación de tierras para jardines en la orilla oeste del Sa'ilah, conocidas como Bustan al-Sultan, donde los ayúbidas construyeron uno de sus palacios.

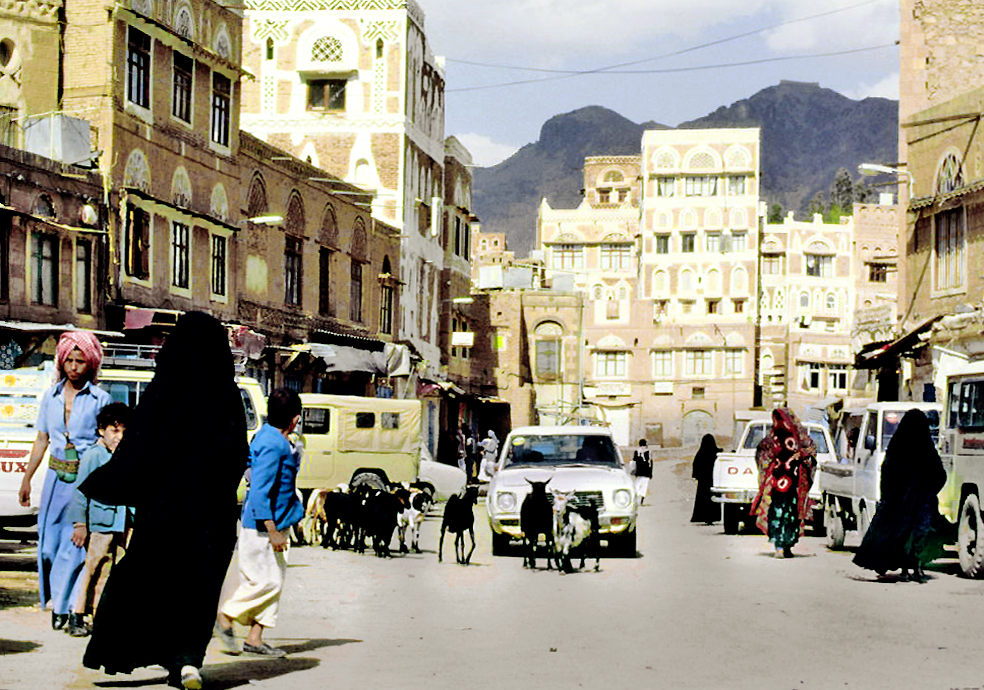
Calle y habitantes de Saná en la década de 1980

Los mamelucos llegaron a Yemen en 1517, pero tras su derrota en Egipto contra los otomanos, Yemen pasó a manos turcas. Entre 1538 y 1635, Saná fue la capital del vilayato otomano, y lo mismo durante el segundo periodo de dominio otomano entre 1872 y 1918. En 1918, Saná se convirtió en la capital del imán Yahya Muhammad Hamid ed-Din en Yemen del Norte. A principios de la revolución de 1962 que depuso el gobierno del imán, la ciudad se convirtió en la capital de la República Árabe de Yemen. En el año 1972 fueron encontrados en la Gran Mezquita de Saná unos textos que han sido llamados los Manuscritos de Saná. Estos textos contienen algunos de los primeros versos del Corán que difieren ligeramente de la versión estándar que hoy en día se tiene de dicho libro. En 1990 pasó a ser la capital del Yemen unificado como capital histórica del país.

## Ciudad vieja
La antigua ciudad fortificada ha estado habitada durante más de 2500 años y contiene muchas gemas arquitectónicas intactas. Fue declarada lugar Patrimonio de la Humanidad por las Naciones Unidas en 1986. Se están desplegando esfuerzos para conservar algunos de los edificios más antiguos, algunos de los cuales, como el Samsarh y la Gran Mezquita de Saná, tienen más de 1400 años de antigüedad. Rodeada por antiguos muros de arcilla que se elevan hasta 9-14 metros, la Ciudad vieja contiene más de cien mezquitas, 12 baños turcos o hammanes y 6500 casas. Muchas de estas casas parecen rascacielos antiguos, alcanzando varios pisos de alto y con tejados planos en lo alto. Están decorados con frisos elaborados y marcos intrincadamente tallados así como ventanas de vitral.

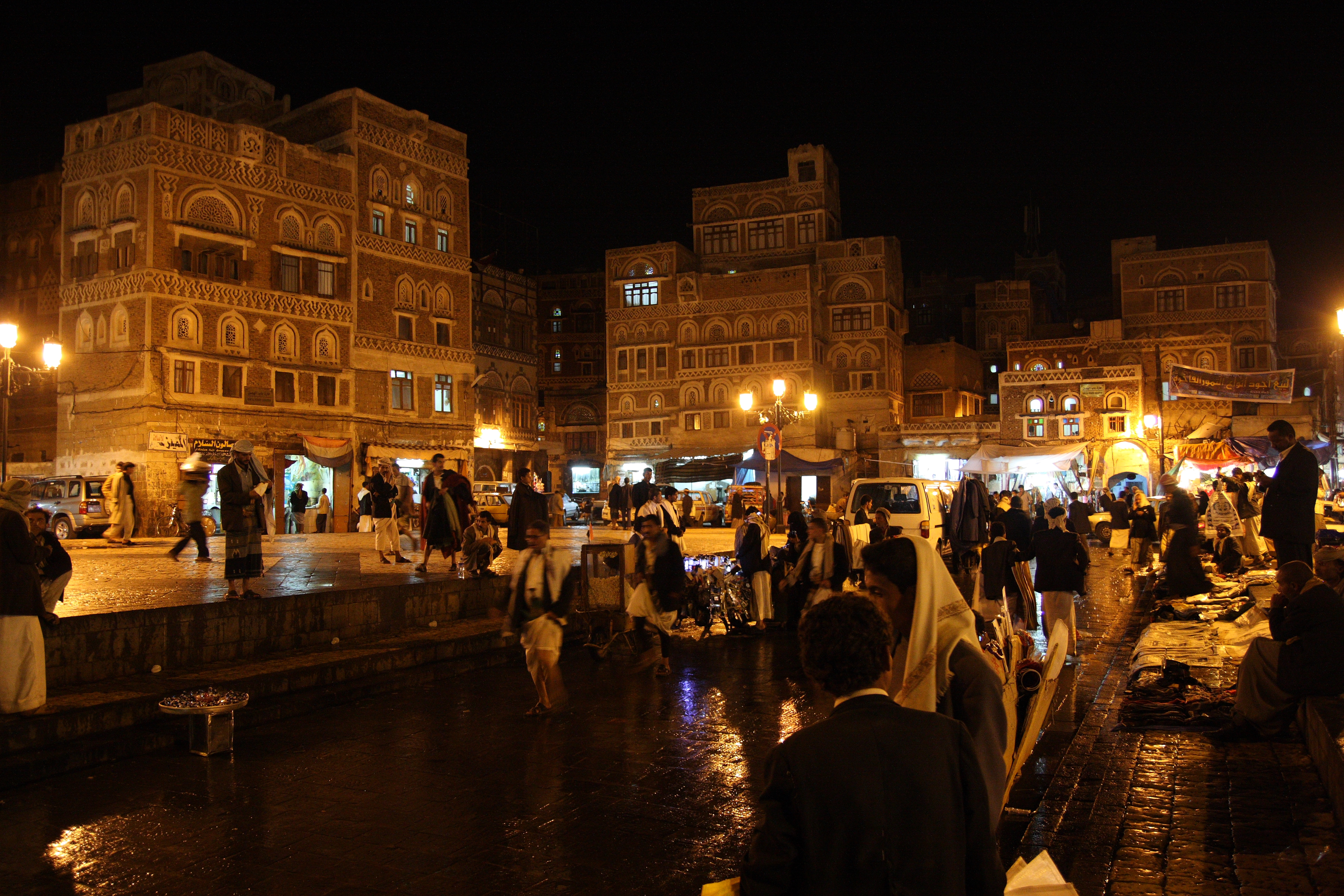
Escena nocturna en Saná, Yemen

Una de las atracciones más populares es el Suq al-Milh (Mercado de la Sal), donde es posible comprar sal junto con pan, especias, uvas pasas, algodón, cobre, cerámica, plata y antigüedades. La Gran mezquita o Jami' al-Kabir es del siglo VII, una de las más antiguas del mundo. El Bāb al-Yaman (Puerta de Yemen) es un punto de entrada icónico a través de las murallas de la ciudad y tiene más de mil años de antigüedad.
Una zona comercial de la Ciudad vieja es conocida como Al Madina (la medina) donde se está viviendo un rápido desarrollo. Además de tres grandes hoteles, hay numerosas tiendas y restaurantes. La zona contiene también tres parques y el palacio del presidente.
El Museo nacional de Yemen se encuentra en la ciudad.

## Galería de imágenes

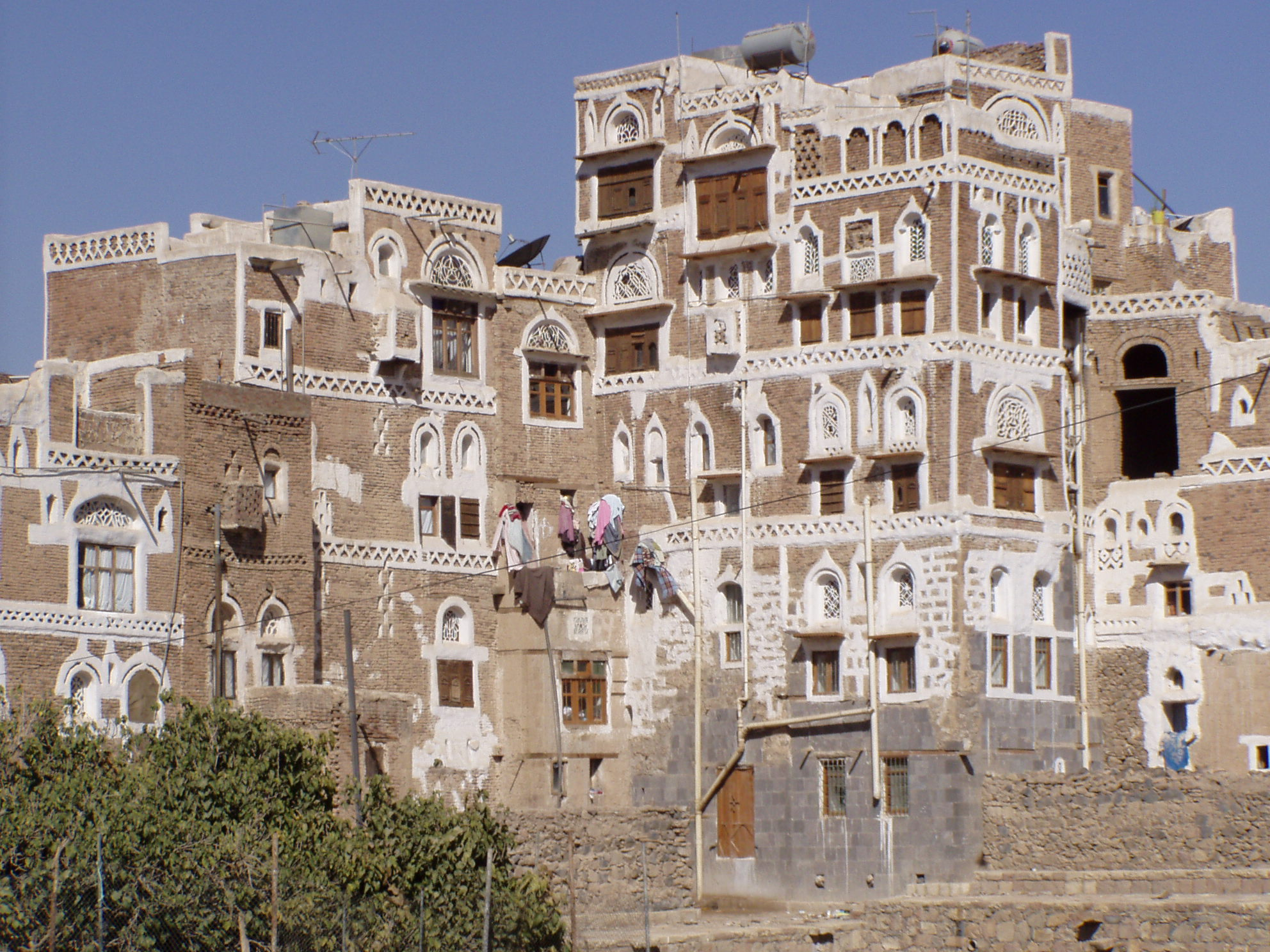
Varias de las llamadas tower houses de Saná
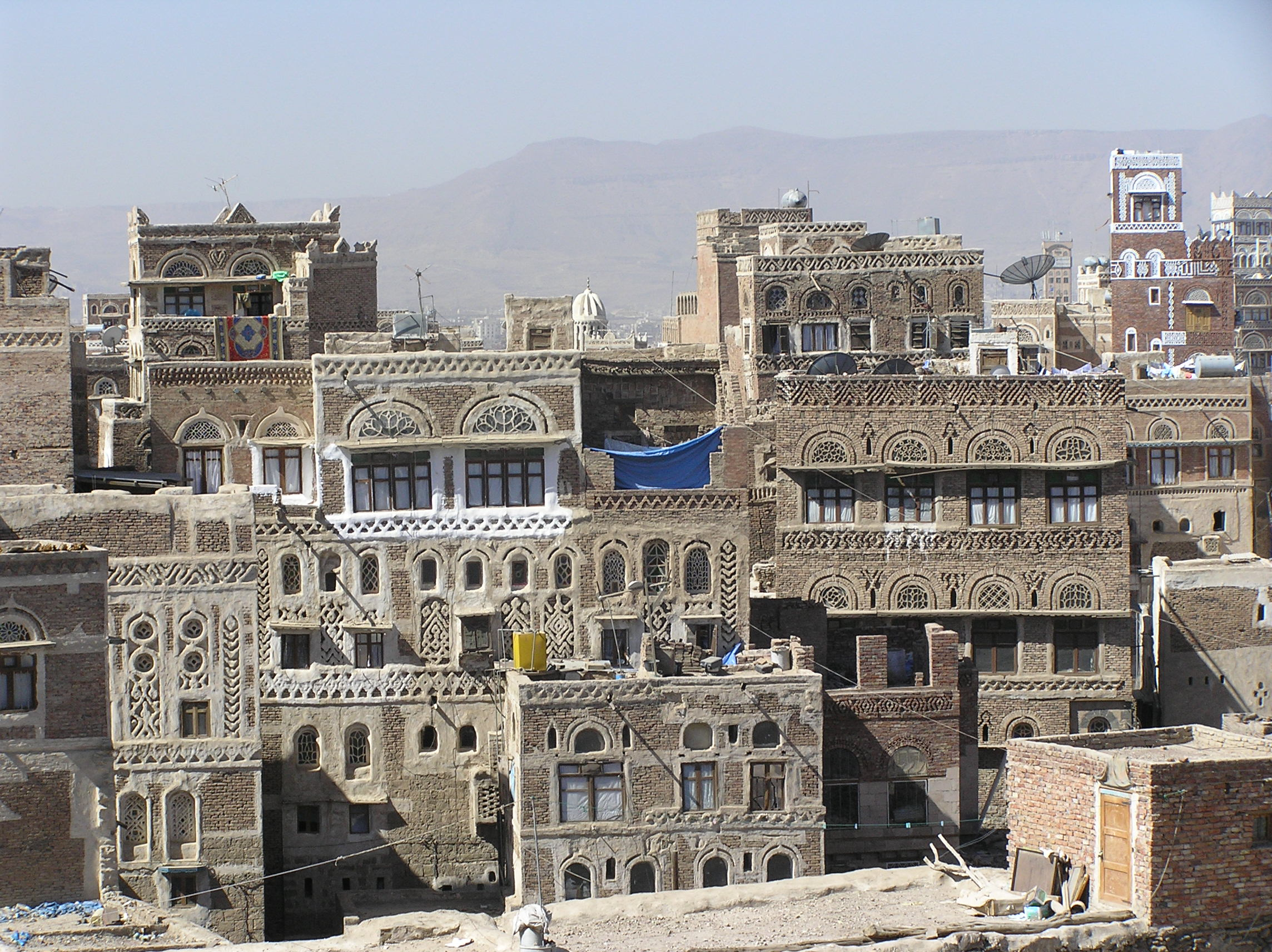
Tower houses
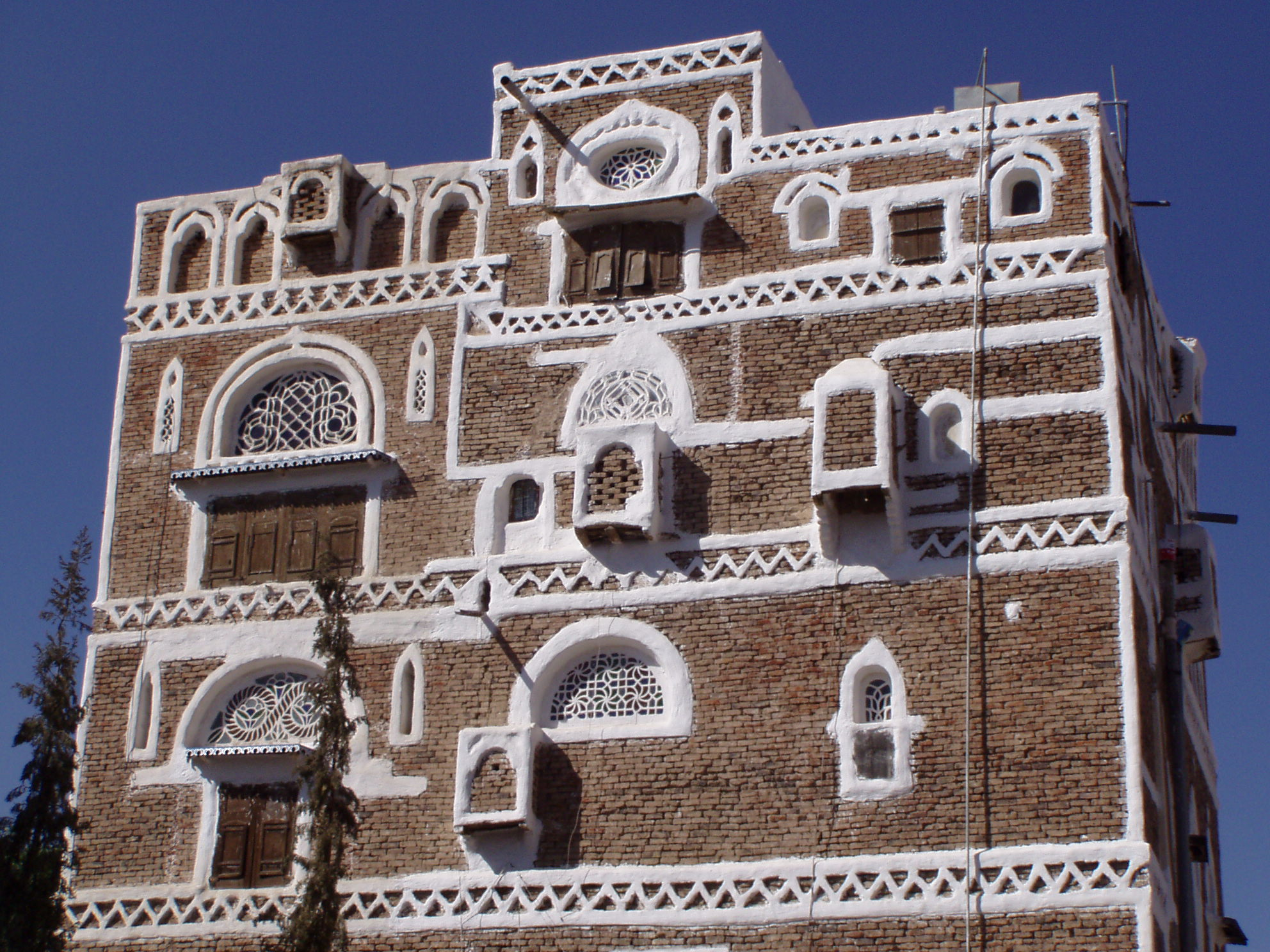
vista de cerca de una  tower house, mostrando la decoración en yeso
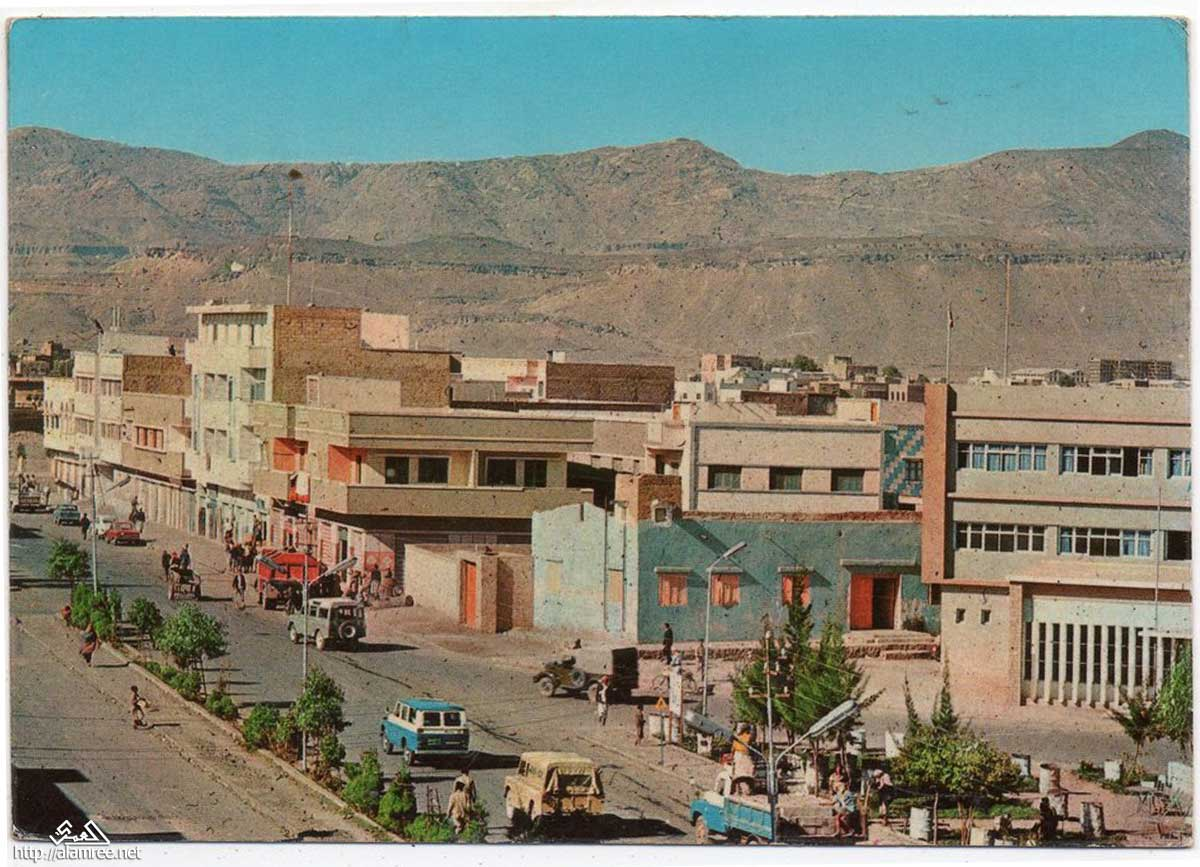
Escena de una calle en la década de 1960, donde se ve arquitectura en hormigón armado
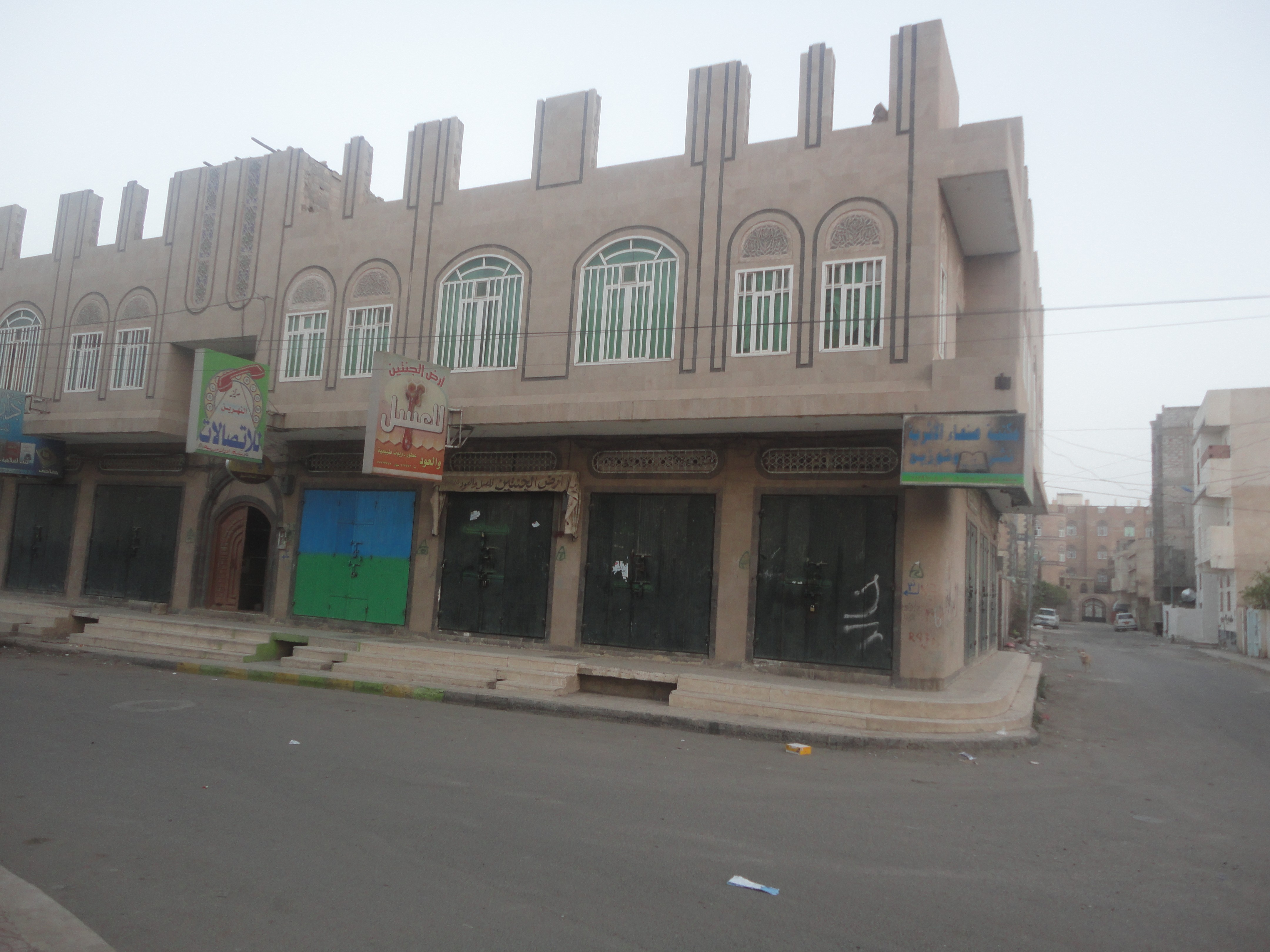
La Sanaa Archaeological Library, con una muestra de estilos: las ventanas evocan las de las tower houses, mientras que los materiales y las estrcuturas son esencialmente modernas
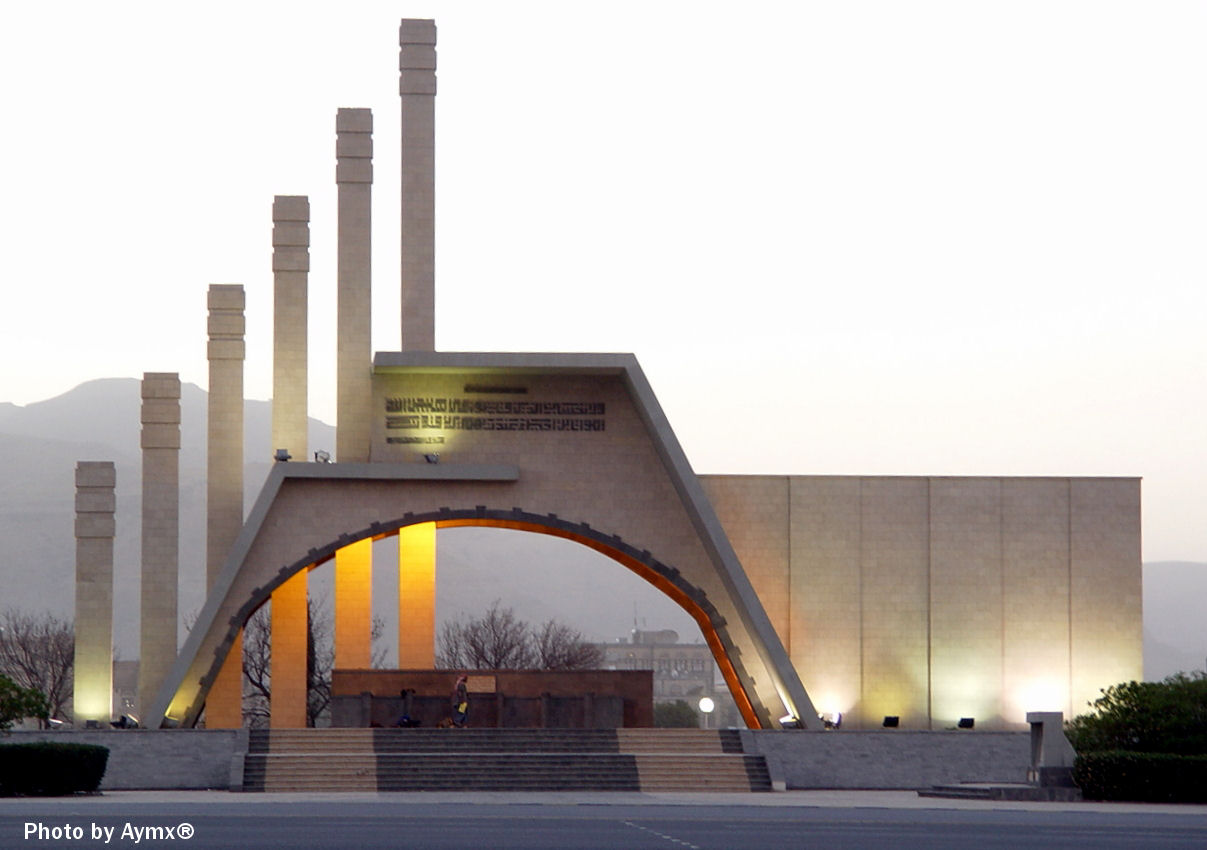
Monumento contémporaneo en  la calle as-Sab'in

### Música
Saná cuenta con una rica tradición musical y es especialmente conocida por el estilo musical llamado al-Ghina al-San'ani (en árabe: الغناء الصنعاني‎, o "la canción de Sanaa", que se remonta al siglo XIV y fue incluida en la Lista del Patrimonio Cultural Inmaterial de la UNESCO en 2003. Este estilo de música no es exclusivo de Saná, y se encuentra también en otras zonas de Yemen, pero está más estrechamente asociado a la ciudad. Es uno de los cinco géneros regionales o "colores" (lawn) de la música yemení, junto con Yafi'i, Laheji, Adeni, y Hadhrami. Suele formar parte de eventos sociales, como la samra, o fiesta de boda nocturna, y el magyal, o reunión diaria de amigos por la tarde.
El formato básico consiste en una cantante acompañada por dos instrumentistas, uno que toca el qanbus (laúd yemení) y el otro toca el sahn nuhasi, que es una bandeja de cobre equilibrada sobre los pulgares del músico y que se toca golpeando ligeramente con los otros ocho dedos. Las letras están tanto en árabe clásico como en árabe yemení y son conocidas por su juego de palabras y su contenido emocional. Los cantantes suelen utilizar melismas vocales, y los arreglos presentan pausas entre los versos y las secciones instrumentales. Los intérpretes hábiles suelen "embellecer" la melodía de una canción para resaltar su tono emocional.
En los primeros tiempos de la industria discográfica en Yemen, desde 1938 hasta la década de 1940, la música sanaaní era el género dominante entre los yemeníes que podían permitirse comprar grabadors y fonógrafos (principalmente en Adén). A medida que los precios bajaban, los discos de estilo sanaaní se hicieron cada vez más populares entre la clase media, pero al mismo tiempo empezó a encontrar la competencia de otros géneros, incluyendo la música occidental e india, así como la música de otros países árabes. Las primeras estrellas discográficas sanaístas procedían generalmente de familias religiosas adineradas. El más popular fue 'Ali Abu Bakr Ba Sharahil, que grabó para Odeon Records; otros artistas populares fueron Muhammad e Ibrahim al-Mas, Ahmad 'Awad al-Jarrash y Muhammad 'Abd al-Rahman al-Makkawi.

## Ciudades hermanadas
- Amán (Jordania, desde el 2 de diciembre de 1989).[13]